# Kamienica przy ul. Garbary 97/98 w Poznaniu
Kamienica przy ul. Garbary 97/99 – kamienica zlokalizowana w Poznaniu, na Garbarach, przy ul. Garbary 97/99 (zachodnia pierzeja).

## Historia i architektura
Narożna parcela Garbar i Grochowych Łąk została nabyta przez miasto i zabudowana jeszcze przed wybuchem wielkiego kryzysu i wysiłkiem finansowym zorganizowania Powszechnej Wystawy Krajowej. Inwestorem budowy było miasto Poznań, które zleciło wykonanie projektu kamienicy Kazimierzowi Rucińskiemu (według innych źródeł projektantem mógł być Jerzy Tuszowski). Budynek zrealizowano w latach 1927-1928 i przeznaczono dla pracowników znajdującej się po drugiej stronie ulicy rzeźni miejskiej na Garbarach. Zawierał w swoich wnętrzach 23 mieszkania o zróżnicowanej liczbie pokoi: jedno-, dwu-, trzy- i czteropokojowe, a także obszerną pracownię malarską na poddaszu (studio). W sferze parterowej umieszczono trzy lokale sklepowe.
Obiekt ma kubiczną bryłę, uproszczony i płaski detal, a także tradycyjny podział otworów okiennych, z którego wyłamuje się zlokalizowane na poddaszu studio z pracownią malarską od strony ul. Grochowe Łąki. Ma ono charakterystyczne okno wstęgowe pod gzymsem koronującym oraz drugie, ukośnie zlokalizowane w stosunku do elewacji, w formie nawiązującej do rozwiązań fabrycznych.
W pracowni malarskiej na poddaszu funkcjonował od 1931 Instytut Sztuk Pięknych Adama Hannytkiewicza. Z wnętrza tego korzystał, tworząc swoje dzieła, m.in. Wojciech Kossak.
Kamienica, jako jedyna, przetrwała z przedwojennego zagospodarowania linii zabudowy ulicy Garbary, pomiędzy Grochowymi Łąkami i klasztorem jezuitów.